# 530 до н. е.

## Події
Після загибелі батька в битві з массагетами, Камбіс II зайняв перський престол. 

## Народились
- Арістід — давньогрецький полководець.